# بي أم دبليو كي 1600
بي إم دبليو كيه 1600(بالإنجليزية: BMW K1600)‏ هي دراجة نارية من تصنيع بي إم دبليو موتوراد.